# سلطانة الصحراء (فلم)
سلطانة الصحراء هو فيلم مصري من إنتاج عام 1947، بطولة كوكا ويحيى شاهين ومحمود المليجي وعلي رشدي ومختار حسين وفرج النحاس واخراج نيازي مصطفى

## قصة الفيلم
يرتكب إعرابي جريمة وكان أحد جيرانه السبب في الحكم عليه بالسجن سنوات طويلة ، يصمم الإعرابي أن ينتقم منه ، فما كاد يخرج من السجن حتى يختطف ابنته سلطانة ويهرب بها إلى الصحراء ، وبعد سنوات يصبح ذا سلطان ونفوذ . تسقط طائرة بجانب خيامهم ويعجب الطيار بسلطانة فيحملها إلى داره ، يرفض عمه أن يتزوجها ، وتعلم سلطانة بذلك فتعود للصحراء ، يكتشف العم أن سلطانة هي ابنته وذلك عندما يعثر على حلية نسيتها في داره كانت هدية عيد ميلادها ، ويهرع هو وابن أخيه ليعودًا بها.

## طاقم التمثيل
- كوكا
- يحيى شاهين
- محمود المليجي
- إسماعيل ياسين
- علي رشدي
- مختار حسين
- فرج النحاس
- رفيعة الشال
- فهمي أمان
- وجيه ناصر
- محمد محمود
- محمد يوسف
- فتحية شاهين
- ليلى زكي
- حسنة سليمان
- عبد الفتاح السيد
- وفاء عادل
- محمد سلمان
- موسى حلمي
- شافية أحمد
- عبد العزيز محمود

## روابط خارجية
- سلطانة الصحراء على موقع IMDb (الإنجليزية)
- سلطانة الصحراء على موقع الدهليز
- سلطانة الصحراء على موقع قاعدة بيانات الأفلام العربية
- سلطانة الصحراء على موقع قاعدة بيانات الفيلم (الإنجليزية)
- سلطانة الصحراء على موقع ليتربوكسد (الإنجليزية)